# Centaurea dolopica
Centaurea dolopica — вид квіткових рослин айстрових (Asteraceae). Ендемік Греції.
Centaurea dolopica описано з району Омвріакі в Центральній Греції. 2n = 2x = 22. Результати дослідження виявили розміщення Centaurea dolopica в греко-егейській кладі секції в тісному еволюційному зв’язку з членами групи C. achaia, що підтверджує морфологічні та каріологічні дані.